# 歴谿卿
歴谿卿（れきけいきょう、역계경、生没年不詳）は、衛氏朝鮮の政治家。衛氏朝鮮の高位職を務めていたと推定される。
『魏志』韓条は、衛右渠と葛藤が発生したことにより、2000余戸を率いて辰国に南下したと伝えている。南下した時期は、漢が衛氏朝鮮を服属させるために紀元前109年から紀元前108年にかけて遠征を行う以前であり、紀元前2世紀後葉と判断される。
その後、歴谿卿は先住民との摩擦を回避し、弁韓・辰韓と同化したと判断される。
『三国史記』巻一に「これより先に朝鮮流民が山と谷の合間に住んで、六村をなす」とあるが、言及された朝鮮流民は歴谿卿一派を指すとみられる。